# مارتن ميتشيل
مارتن ميتشيل (بالإنجليزية: Martin Mitchell)‏ هو لاعب دوري الرغبي نيوزلندي، ولد في 21 أكتوبر 1985 في أوكلاند في نيوزيلندا.